# Жан Алезі
Жан Робе́р Ал́езі (Джова́нні Робе́рто Але́зі) (фр. Jean Robert Alesi; 11 червня 1964) — французький автогонщик, італійського походження (його батько, автомеханік з Алькамо (Сицилія) іммігрував до Франції).

## Ранні роки
Народився в сім'ї вихідців із Сицилії, Італія. У 1981 році вперше стартував у картингу, у 1983 році проходив навчання в гоночній школі «Вінфілд» (англ. Winfield), завоював звання «Пілот Elf», виграв Кубок «Рено-5» в Ногаро; у 1984—1985 роках виступав у «Формулі-Рено» (10 і 5 місця), у 1986—1987 — у французькій «Формулі-3» (2 місце в 1986, чемпіон у 1987, здобув 9 перемог). У 1988 році перейшов у міжнародну «Формулу-3000» (команда ORECA).